# Jefferson Alexander Cepeda
Jefferson Alexander Cepeda Ortiz (16 giugno 1998) è un ciclista su strada ecuadoriano che corre per il team EF Education-EasyPost. Professionista dal 2020, ha vinto il Tour de Savoie Mont-Blanc 2021.

## Biografia
È cugino di Jefferson Alveiro Cepeda, anch'egli dal 2019 ciclista professionista. 

## Carriera
Nel 2017, a 19 anni, debutta a livello Elite/Under-23 con la squadra Continental Team Ecuador, vincendo una tappa alla Vuelta a Nariño e la classifica generale della Clásica Hector Chiles. L'anno successivo è invece campione nazionale ecuadoriano Under-23 nella cronometro individuale, prendendo inoltre parte ai Mondiali di Innsbruck 2018, nei quali si piazza 49º nella gara in linea Under-23. Nel 2019 ottiene diverse vittorie in Sudamerica, tra le quali una tappa al Clásico RCN, e soprattutto l'ultima frazione del Tour de l'Avenir in Francia.
Nel 2020, a 22 anni, approda in Europa, passando professionista con la squadra italiana Androni Giocattoli-Sidermec. In stagione, dopo aver ottenuto un secondo posto di tappa al Tour de Savoie Mont-Blanc, partecipa al Giro d'Italia, tenutosi eccezionalmente a ottobre a causa del rinvio per la pandemia di COVID-19, terminandolo al 78º posto.

## Palmarès
- 2017 (Team Ecuador, due vittorie)

2ª tappa Vuelta a Nariño (Pasto > Yacuanquer)
Classifica generale Clásica Hector Chiles
- 2018 (Team Ecuador, una vittoria)

Campionati ecuadoriani, Cronometro individuale Under-23
- 2019 (Avinal-GW-El Carmen de Viboral)

1ª tappa Vuelta a Mendoza (Tupungato > Manzano Viejo)
7ª tappa Vuelta a Mendoza (Uspallata > Cristo Redentor)
2ª tappa Clásica Ciudad de Anapoima
2ª tappa Vuelta a Antioquia (Amalfi > Remedios)
Classifica generale Clasica Richard Carapaz
Classifica generale Clasica de Marinilla
10ª tappa Tour de l'Avenir (Saint-Colomban-des-Villards > Le Corbier)
2ª tappa Clásico RCN (La Dorada > La Vega)
- 2021 (Androni Giocattoli-Sidermec, quattro vittorie)

Campionati ecuadoriani, Prova a cronometro
Campionati ecuadoriani, Prova in linea
4ª tappa Tour de Savoie Mont-Blanc (Val Cenis Termignon > Col du Galibier)
Classifica generale Tour de Savoie Mont-Blanc
- 2023 (EF Education-EasyPost, una vittoria)

2ª tappa Tour de l'Ain (Saint-Vulbas > Lagnieu)
- 2024 (EF Education-EasyPost, due vittorie)

2ª tappa Tour de l'Ain (Saint-Vulbas > Lélex Monts-Jura)
Classifica generale Tour de l'Ain

### Altri successi
- 2021 (Androni Giocattoli-Sidermec)

Classifica giovani Tour of the Alps
Classifica a punti Tour de Savoie Mont-Blanc
- 2022 (Drone Hopper-Androni Giocattoli)

Classifica giovani Giro di Sicilia

## Piazzamenti

### Grandi Giri
- Giro d'Italia

2020: 78º
2021: non partito (19ª tappa)
2022: non partito (19ª tappa)
2023: 53º
2024: 71º
2025: 51º
- Vuelta a España

2024: 46º

### Classiche monumento
- Giro di Lombardia

2021: ritirato

### Competizioni mondiali
- Campionati del mondo

Innsbruck 2018 - In linea Under-23: 48º
Glasgow 2023 - In linea Elite: ritirato
Zurigo 2024 - In linea Elite: ritirato